# Năruja
Năruja là một xã thuộc hạt Vrancea, România. Dân số thời điểm năm 2002 là 1921 người.